# マニウス・アキリウス・バルブス (紀元前150年の執政官)
マニウス・アキリウス・バルブス（ラテン語: Maniusu Acilius Balbus、生没年不明）は紀元前2世紀中頃の共和政ローマの政治家。紀元前150年にコンスル（執政官）を務めた。

## 出自
バルブスはプレブス（平民）であるアキリウス氏族の出身。アキリウス氏族が歴史に登場するのは第二次ポエニ戦争以降であり、氏族で最初に執政官となったのは紀元前191年のマニウス・アキリウス・グラブリオで、いわゆるノビレス（新貴族）の一員である。
カピトリヌスのファスティによれば、バルブスの父のプラエノーメン（第一名、個人名）はルキウス、祖父はカエソーである。

## 経歴
紀元前150年、バルブスは執政官に就任する。同僚のパトリキ（貴族）執政官はティトゥス・クィンクティウス・フラミニヌスである。丁度このころ、カルタゴとの関係に関する議論があった。プブリウス・コルネリウス・スキピオ・ナシカ・コルクルムは潜在的なライバルを持たないローマは腐敗して衰亡すると平和を求めたが、大カトは「それにつけてもカルタゴは滅ぼされるべきである」とカルタゴとの戦争を主張していた。また、この年にピエタス神殿（親孝行の女神）がフォルム・ホリトリウムに建設された。この神殿は後年取り壊されてマルケッルス劇場が建てられた。バルブスに関して、これ以上のことは不明である。

## 子孫
紀元前114年の執政官マニウス・アキリウス・バルブスは息子と思われる。

## 参考資料

### 古代の資料
- カピトリヌスのファスティ
- ガイウス・プリニウス・セクンドゥス『博物誌』

### 研究書
- Klebs E. Acilius // Paulys Realencyclopädie der classischen Altertumswissenschaft . - 1893. - Bd. I, 1. - Kol. 251.
- Klebs E. Acilius 35 // Paulys Realencyclopädie der classischen Altertumswissenschaft . - 1893. - Bd. I, 1. - Kol. 255.
- Smith 's Dictionary of Greek and Roman Biography and Mythology.